# Eberhard Ludwig (Chemiker)

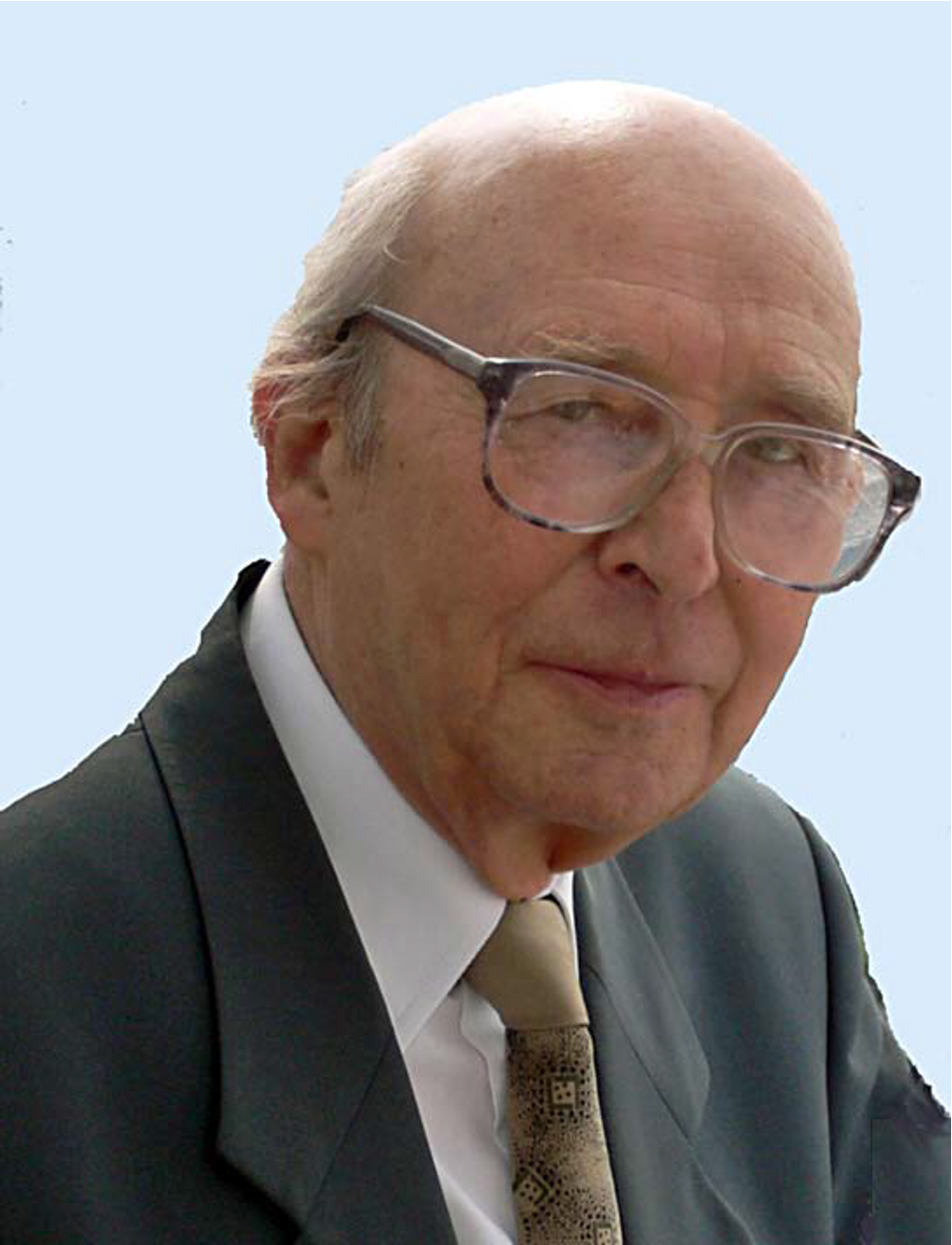
Eberhard Ludwig (2006)

Eberhard Ludwig (* 6. Oktober 1931 in Lauban, Schlesien) ist ein deutscher Lebensmittelchemiker und Hochschullehrer an der Technischen Universität Dresden.

## Leben und Wirken

### 1950 bis 1990
Nach dem Abitur 1950 an der Oberschule in Bautzen arbeitete Ludwig im VEB Arzneimittelwerk Dresden (ehemals Madaus). 1951 begann er ein Studium der Chemie an der Technischen Universität Dresden, das er 1958 mit dem Diplom abschloss. Ergänzend absolvierte er ein Zusatzstudium in Lebensmittelchemie, mit einem weiteren Diplomabschluss 1961.
Von 1958 bis 1962 war er Wissenschaftlicher Assistent, anschließend Wissenschaftlicher Oberassistent am Institut für Lebensmittelchemie der TU Dresden. 1963 wurde er bei Ulrich Freimuth promoviert, 1970 erhielt er die Facultas Docendi, 1979 folgte seine Habilitation.
1972 war Ludwig als Gastwissenschaftler an der Universidad de Oriente in Santiago de Cuba sowie an der Vizedirektion für Technologische Entwicklung des Ministeriums für Lebensmittelindustrie in Havanna tätig. 1980 wurde er zum Dozenten, 1984 zum Professor für Lebensmittelchemie an der TU Dresden berufen.

### 1990 bis 1997
Nach der Wiedervereinigung Deutschlands wurde Ludwig 1991 sowohl fachlich als auch politisch durch Kommissionen des Sächsischen Staatsministeriums für Wissenschaft und Kunst sowie des Wissenschaftsrats evaluiert.
1992 wurde er als Professor Neuen Rechts an der TU Dresden berufen. Im Zuge der Hochschulreform wurden zwei zusätzliche Professuren am Institut für Lebensmittelchemie eingerichtet, und die Planung für ein neues Institutsgebäude begann.
In seiner wissenschaftlichen Laufbahn veröffentlichte Ludwig rund 60 Publikationen und betreute zahlreiche Qualifikationsarbeiten. 1997 trat er in den Ruhestand.
Ludwig war verheiratet und hat eine Tochter. Er lebt in Ober-Ramstadt.

## Mitgliedschaften und Funktionen (Auswahl)
- 1993–1998: Vorstandsmitglied des Fachverbands Lebensmittelchemie der Gesellschaft Deutscher Chemiker (GdCh)[4]
- Zuvor Vorstandsmitglied des Fachverbands Lebensmittelchemie der Chemischen Gesellschaft der DDR
- Vorsitzender des Regionalverbands Südost der Lebensmittelchemischen Gesellschaft
- Mitglied des Kuratoriums sowie des Wissenschaftlichen Beirats des Deutschen Instituts für Ernährungsforschung (DIfE), Rehbrücke
- 1996: Mitinitiator der Gründung der Arbeitsgruppe „Junge Lebensmittelchemie“ (gemeinsam mit Axel Preuß)[5]

## Auszeichnungen
- 1987: Orden Banner der Arbeit 1. Klasse der DDR im Kollektiv
- 1999: Joseph-König-Gedenkmünze der Gesellschaft Deutscher Chemiker

## Publikationen (Auswahl)
- Eberhard Ludwig in: Karl Rauscher, Rudolf Engst, Ulrich Freimuth: Untersuchung von Lebensmitteln. VEB Fachbuchverlag Leipzig 1986. Kap. 1 „Physikalisch-chemische Methoden“ S. 26–74 und Kap. 3 „Mathematische Beurteilung von Methoden und Ergebnissen“ S. 162–168.
- Eberhard Ludwig in: Claus Franzke: Allgemeines Lehrbuch der Lebensmittelchemie, 3. Aufl., Behr’s Verlag Hamburg 1996. Kap. 2 „Aminosäuren, Peptide, Proteine“ S. 9–55.
- Eberhard Ludwig in: Rainer Macholz, Hans-Joachim Lewerenz: Lebensmitteltoxikologie. Akademie-Verlag Berlin 1989. Kap. 15 „Sekundärprodukte aus Eiweißen und Kohlenhydraten“ S. 469–481.
- Ingeborg Ludwig; Eberhard Ludwig; B. Pingel: A new micro scale determination of protein fat binding capacity in: Abhandl. d. Akad. d. Wiss. d. DDR, Abt. Math-Nat-Technik, 1989, Nr. 1 N, 333–335.
- Ulrike Arnold; Eberhard Ludwig; R. Kühn, Ulrike Möschwitzer: Analysis of free amino acids in green coffee beans. I. Determination of amino acids after precolumn derivatization using 9-fluorenylmethylchloroformate in: Zeitschrift für Lebensmittel-Untersuchung und -Forschung 199(1):22–25 (1994).
- Ulrike Arnold; Eberhard Ludwig: Analysis of free amino acids in green coffee beans. II. Changes of the amino acid content in Arabica coffees in connection with post-harvest model treatment in: Zeitschrift für Lebensmittel-Untersuchung und -Forschung 203, 379–384 (1996).
- Wolfgang Krause; Eberhard Ludwig; Thomas Henle: 111 Jahre Lebensmittelchemie an der Technischen Universität Dresden 1894–2005. Institut für Lebensmittelchemie, Fakultät Mathematik und Naturwissenschaften, 64 S.